# Равно Брезје
Равно Брезје је насељено место у саставу општине Кумровец у Крапинско-загорској жупанији, Хрватска. До територијалне реорганизације у Хрватској налазило се у саставу старе општине Клањец.

## Становништво
На попису становништва 2011. године, Равно Брезје је имало 216 становника.

## Попис1991.
На попису становништва 1991. године, насељено место Равно Брезје је имало 258 становника, следећег националног састава:
| Попис 1991.‍ | Попис 1991.‍ | Попис 1991.‍ | Попис 1991.‍ | Попис 1991.‍ |
| ----------- | ----------- | ----------- | ----------- | ----------- |
|             |             |             |             |             |
| Хрвати      | Хрвати      |             | 257         | 99,61%      |
| Словенци    | Словенци    |             | 1           | 0,38%       |
| укупно: 258 |             |             |             |             |